# Caballerorhynchus lamothei
Caballerorhynchus lamothei is een soort haakworm uit het geslacht Caballerorhynchus. De worm behoort tot de familie Cavisomidae. Caballerorhynchus lamothei werd in 1977 beschreven door Guillermo Salgado-Maldonado.